# Maria Pia Di Meo
Maria Pia Di Meo, pseudonimo di Maria Pia Tempestini (Roma, 23 settembre 1939), è un'attrice, doppiatrice e direttrice del doppiaggio italiana.

## Biografia

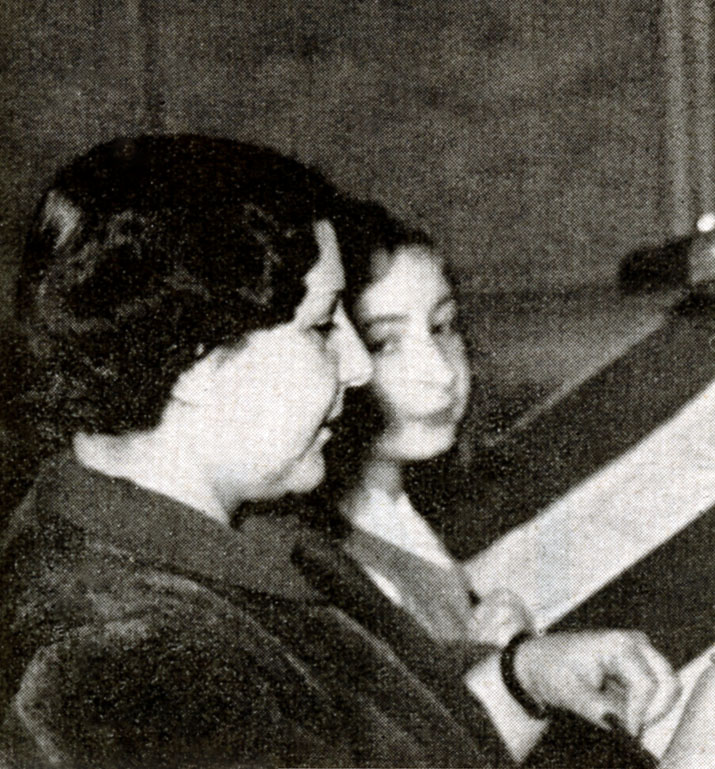
Maria Pia Di Meo a dodici anni, ritratta in una sessione di doppiaggio accanto a Lydia Simoneschi nel 1951

Maria Pia Tempestini nasce a Roma il 23 settembre 1939, figlia d'arte degli attori Giotto Tempestini e Anna Di Meo, inizia da bambina nel 1944 a lavorare nel doppiaggio, in teatro e alla radio, spesso accanto ai genitori.
Ha dato la voce fra le altre a Meryl Streep, Barbra Streisand, Audrey Hepburn, Julie Andrews, Joanne Woodward, Julie Christie, Ursula Andress, Sandra Dee, Shirley MacLaine, Susan Sarandon, Sally Field, Jane Fonda, Faye Dunaway, Vanessa Redgrave, Mia Farrow, Betty Buckley, Romy Schneider, Catherine Deneuve, Cher, Tippi Hedren, Paula Prentiss, Natalie Wood. Ha doppiato inoltre, per sei stagioni (150 episodi), più due film, il personaggio della Dr.ssa Michaela Quinn, alias Jane Seymour, nella celebre serie tv La signora del West.
Attiva anche nel cinema d'animazione Disney, ha dato la voce ad Aurora ne La bella addormentata nel bosco, ad Anita Radcliff ne La carica dei cento e uno, oltre che al personaggio di Mary Poppins. In questi film è sostituita nelle parti cantate da Tina Centi.
Ha interpretato anche spot pubblicitari e nel 2006 ha fatto una piccola apparizione nella quinta stagione della serie televisiva Un medico in famiglia, nel ruolo della madre di Emilio Villari.

## Doppiaggio

### Cinema

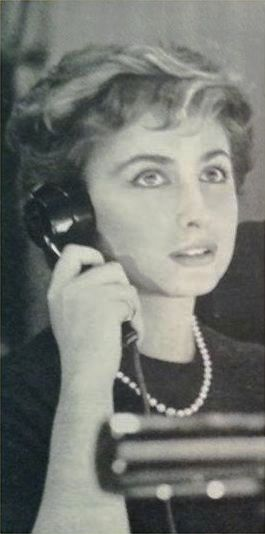
Maria Pia Di Meo in una sala di doppiaggio

- Meryl Streep in Il cacciatore, Kramer contro Kramer, La mia Africa, Silkwood, Innamorarsi, Plenty, La morte ti fa bella, La stanza di Marvin, She-Devil - Lei, il diavolo, Prima e dopo, Cartoline dall'inferno, I ponti di Madison County, La musica del cuore, Un passo verso il domani, The Hours, Angels in America, Il ladro di orchidee, Fratelli per la pelle, Lemony Snicket - Una serie di sfortunati eventi, Prime, Radio America, Il diavolo veste Prada, Leoni per agnelli, Rendition - Detenzione illegale, Un amore senza tempo, Il dubbio, Julie & Julia, The Iron Lady, Il matrimonio che vorrei, I segreti di Osage County, The Giver - Il mondo di Jonas, Into the Woods, Suffragette, Florence, The Post, Piccole donne, Don't Look Up

- Jane Fonda in In punta di piedi, Una domenica a New York, Crisantemi per un delitto, Il piacere e l'amore, La caccia, La calda preda, E venne la notte, A piedi nudi nel parco, Tre passi nel delirio, Barbarella, Tornando a casa, Arriva un cavaliere libero e selvaggio, Sindrome cinese, Il cavaliere elettrico, Agnese di Dio, Old Gringo - Il vecchio gringo, Lettere d'amore, Quel mostro di suocera, Peace, Love & Misunderstanding, E se vivessimo tutti insieme?, The Butler - Un maggiordomo alla Casa Bianca, This Is Where I Leave You, Youth - La giovinezza, Padri e figlie, Le nostre anime di notte, 80 voglia di Brady

- Shirley MacLaine in Il giro del mondo in 80 giorni, L'appartamento, La ragazza del quartiere, Irma la dolce, La signora e i suoi mariti, Gambit - Grande furto al Semiramis, Sette volte donna, La ruota di scorta della signora Blossom, Sweet Charity - Una ragazza che voleva essere amata, Oltre il giardino, In amore si cambia, Madame Sousatzka, Fiori d'acciaio, La vedova americana, Cara, insopportabile Tess, Scambio di identità, L'uomo dei miei sogni, In Her Shoes - Se fossi lei, Elsa & Fred, Adorabile nemica, Noelle

- Catherine Deneuve in All'ultimo minuto, Caccia al maschio, La Chamade, La mia droga si chiama Julie, Appuntamento con l'assassino, Un gioco estremamente pericoloso, Chissà se lo farei ancora, La bandera - Marcia o muori, Codice d'onore, Speriamo che sia femmina, Place Vendôme, Pola X, I re e la regina, L'eletto, Scatti rubati, Amore e musica, Asterix & Obelix al servizio di Sua Maestà, On My Way, All That Divides Us - Amore criminale, Bonne pomme - Nessuno è perfetto

- Barbra Streisand in Funny Girl, Hello, Dolly!, L'amica delle 5 ½, Il gufo e la gattina, Ma papà ti manda sola?, Voglio la libertà, Come eravamo, Ma chi te l'ha fatto fare?, Funny Lady, È nata una stella, Ma che sei tutta matta?, Yentl, Pazza, Il principe delle maree, L'amore ha due facce, Mi presenti i tuoi?, Vi presento i nostri, Parto con mamma

- Audrey Hepburn in Guerra e pace, Cenerentola a Parigi, Arianna, La storia di una monaca, Gli inesorabili, Colazione da Tiffany, Quelle due, Sciarada, Insieme a Parigi, My Fair Lady, Come rubare un milione di dollari e vivere felici, Due per la strada, Linea di sangue, ...e tutti risero, Always - Per sempre
- Sylva Koscina in I fidanzati della morte, Le fatiche di Ercole, Ercole e la regina di Lidia, Racconti d'estate, Totò nella luna, Totò a Parigi, Psicanalista per signora, Tempi duri per i vampiri, Femmine di lusso, L'assedio di Siracusa, Mariti in pericolo, Il triangolo circolare, Amore in 4 dimensioni, Guerra, amore e fuga, Justine, ovvero le disavventure della virtù

- Julie Andrews in Mary Poppins, Tutti insieme appassionatamente, Hawaii, Il sipario strappato, Millie, Un giorno... di prima mattina, Il seme del tamarindo, S.O.B., Victor Victoria, I miei problemi con le donne, Cin cin, Insieme per caso, L'acchiappadenti
- Romy Schneider in Sissi - Il destino di un'imperatrice, Il cardinale, Scusa, me lo presti tuo marito?, La piscina, Ludwig, Il montone infuriato, Male d'amore, L'importante è amare, Frau Marlene, Una donna alla finestra, Guardato a vista, La morte in diretta, La signora è di passaggio

- Sandra Dee in Il frutto del peccato, Uno sconosciuto nella mia vita, Lo specchio della vita, Il selvaggio e l'innocente, Ritratto in nero, Torna a settembre, Dimmi la verità, Giulietta e Romanoff, Una sposa per due, Il sole nella stanza, Prendila è mia, Quello strano sentimento
- Faye Dunaway in Amanti, Il compromesso, Il piccolo grande uomo, Occhi di Laura Mars (ridoppiaggio), Delitti inutili, La partita, Bruciante segreto, Insoliti criminali, Gioco a due, Giovanna d'Arco, The Yards, The Bye Bye Man,
- Catherine Spaak in Diciottenni al sole, La voglia matta, La calda vita, La matriarca, La noia, La parmigiana, Le monachine, Il marito è mio e l'ammazzo quando mi pare, Cari genitori, Il gatto a nove code, Con quale amore, con quanto amore, Un uomo dalla pelle dura

- Michèle Mercier in Le notti di Lucrezia Borgia, Le meraviglie di Aladino, Amore in 4 dimensioni, Angelica, Angelica alla corte del re, La meravigliosa Angelica, L'amante infedele, L'angelica avventuriera - Sole nero, Nella stretta morsa del ragno, Per amore o per forza, Roma bene

- Joanne Woodward in La donna dai tre volti, Un urlo nella notte, La lunga estate calda, Missili in giardino, L'urlo e la furia, Dalla terrazza, Donna d'estate, Paris Blues, Il mio amore con Samantha, Un uomo oggi, Detective Harper: acqua alla gola

- Natalie Wood ne La diva, Il calice d'argento, Casa da gioco, Cenere sotto il sole, I giovani cannibali, Strano incontro, Donne, v'insegno come si seduce un uomo, Penelope, la magnifica ladra, Questa ragazza è di tutti, Bob & Carol & Ted & Alice
- Susannah York in Freud - Passioni segrete, Tom Jones, La settima alba, Le sabbie del Kalahari, Un uomo per tutte le stagioni, Toccarlo... porta fortuna, Un colpevole senza volto, Alla 39ª eclisse, Ricominciare ad amarsi ancora, Piccolo grande amore

- Fanny Ardant in La signora della porta accanto, Finalmente domenica!, Benvenuta, Consiglio di famiglia, Occhi nel buio, Sabrina, Di giorno e di notte, Desiderio, La belle époque
- Julie Christie in Il dottor Živago, Fahrenheit 451, Via dalla pazza folla, I compari, Shampoo, Il paradiso può attendere, Prigioniero del passato, Afterglow, Away from Her - Lontano da lei
- Antonella Lualdi in Pietà per chi cade, Casta Diva, Avanzi di galera, Altair (solo nella seconda scena), I giorni più belli, La notte brava, A doppia mandata, Appuntamento a Ischia, I mongoli

- Bibi Andersson in Il settimo sigillo, Il posto delle fragole, Alle soglie della vita, Il volto, L'occhio del diavolo, A proposito di tutte queste... signore, Persona, L'adultera
- Ursula Andress in Agente 007 - Licenza di uccidere, I 4 del Texas, La decima vittima, La caduta delle aquile, James Bond 007 - Casino Royale, Africa Express, Doppio delitto, La vera storia della rivoluzione francese
- Ida Galli in Messalina Venere imperatrice, Fantasmi a Roma, Il crollo di Roma, Rififí ad Amsterdam, Assassination, Il medico della mutua, Il prof. dott. Guido Tersilli primario della clinica Villa Celeste convenzionata con le mutue, Concerto per pistola solista
- Elsa Martinelli in Donatella, Costa Azzurra, La risaia, Il cacciatore di indiani, La mina, Qualcuno ha tradito, Il processo, Il grande safari
- Vanessa Redgrave in Steaming - Al bagno turco, Un mese al lago, Mission: Impossible, Ragazze interrotte, Espiazione, Guerra imminente, Le stelle non si spengono a Liverpool, Georgetown

- Carroll Baker in Il grande paese, Ma non per me, Jean Harlow, la donna che non sapeva amare, Il diavolo a sette facce, Il coltello di ghiaccio, La moglie vergine, Cyclone
- Mylène Demongeot in Un amore a Roma, La battaglia di Maratona, Il ratto delle Sabine, Le donne sono deboli, Sotto dieci bandiere, I tre moschettieri, La vendetta dei moschettieri
- Françoise Fabian in Il magnifico avventuriero, La mia notte con Maud, Una donna e una canaglia, L'idolo della città, Per amare Ofelia, LOL - Il tempo dell'amore, Torino nera
- Virna Lisi in Vite perdute, Il padrone delle ferriere, Il Tulipano Nero, Le bambole, Come uccidere vostra moglie, Arabella, La 25ª ora
- Charlotte Rampling in Spy Game, Baciate chi vi pare, Verso il sud, Angel - La vita, il romanzo, Il caos da Ana, Perdona e dimentica, Treno di notte per Lisbona
- Lee Remick in Fango sulle stelle, Il grande peccato, I giorni del vino e delle rose, Letti separati, Non si maltrattano così le signore, Inchiesta pericolosa, Il giorno più lungo di Scotland Yard
- Susan Sarandon in La forza dell'amore, Ancora insieme, L'olio di Lorenzo, Il cliente, Piccole donne, Igby Goes Down, Wall Street - Il denaro non dorme mai

- Marisa Allasio in Ballata tragica, Ragazze d'oggi, Poveri ma belli, Belle ma povere, Marisa la civetta, Venezia, la luna e tu
- Candice Bergen in E ora: punto e a capo, Ricche e famose, Gandhi, Scherzare col fuoco, Tutta colpa dell'amore, Matrimonio impossibile
- Jill Ireland in Tre uomini in barca, Città violenta, L'uomo dalle due ombre, Qualcuno dietro la porta, Valdez il mezzosangue, Io non credo a nessuno
- Jean Seberg in Buongiorno tristezza, Fino all'ultimo respiro, L'amante di 5 giorni, Airport, Questa specie d'amore, Camorra
- Maggie Smith in Delitto sotto il sole, Scontro di titani, Hook - Capitan Uncino, La famiglia omicidi, The Miracle Club

- Claudine Auger in Agente 007 - Thunderball (Operazione tuono), Kali Yug, la dea della vendetta, Il mistero del tempio indiano, I bastardi, Reazione a catena
- Capucine in Pugni, pupe e pepite, Il trionfo di Michele Strogoff, Anime sporche, Sulle orme della Pantera Rosa, I miei primi 40 anni
- Joan Collins in L'età della violenza, I sette ladri, La congiuntura, Agente 4K2 chiede aiuto, Amiche all'improvviso
- Angie Dickinson in Capitan Newman, Contratto per uccidere, L'arte di amare, Combattenti della notte, Duets
- Cristina Gajoni in Un maledetto imbroglio, Arrangiatevi, Letto a tre piazze, Il re di Poggioreale, L'ira di Achille
- Martha Hyer in La rivolta dei cowboys, L'impareggiabile Godfrey, Un marito per Cinzia, Qualcuno verrà, Il piede più lungo
- Alessandra Panaro in Gli innamorati, Lazzarella, Totò, Peppino e le fanatiche, Avventura a Capri, I ragazzi dei Parioli
- Suzanne Pleshette in Gli amanti devono imparare, Il ponticello sul fiume dei guai, 20 chili di guai!... e una tonnellata di gioia!, Scandalo in società, Nevada Smith
- Debbie Reynolds in Il fidanzato di tutte, Pranzo di nozze, Il piacere della sua compagnia, Ciao, Charlie, Divorzio all'americana
- Giulia Rubini in I due compari, Porta un bacione a Firenze, Guaglione, David e Golia, Uno straniero a Paso Bravo
- Barbara Rush in I segreti di Filadelfia, Il letto di spine, Alle donne ci penso io, I 4 di Chicago, Ragnatela d'inganni
- Jean Simmons in La mia terra, Spartacus, Al di là della vita, Due stelle nella polvere, Dominique
- Gloria Talbott in Lucy Gallant, Secondo amore, La figlia del dr. Jekyll, Ho sposato un mostro venuto dallo spazio, Arriva Jesse James
- Marina Vlady in Le infedeli, Prima del diluvio, I peccatori guardano il cielo, Il delitto Dupré, Che la festa cominci...

- Brigitte Bardot in La verità, Il disprezzo, Una adorabile idiota, Erasmo il lentigginoso
- Joan Blackman in Domani m'impiccheranno, Il prezzo del successo, Un marziano sulla Terra, Blue Hawaii
- Leslie Caron in Le quattro verità, Una ragazza da sedurre, Parigi brucia?, La valle dei Comanches
- Raffaella Carrà in Maciste l'uomo più forte del mondo, Ponzio Pilato, Giulio Cesare, il conquistatore delle Gallie, Rose rosse per Angelica
- Cher in Suspect - Presunto colpevole, Prêt-à-Porter, Infedeli per sempre, Un tè con Mussolini
- Mia Farrow in Rosemary's Baby - Nastro rosso a New York, Cerimonia segreta, Valanga, Promesse e compromessi
- Edwige Fenech in Samoa, regina della giungla, Le Mans - Scorciatoia per l'inferno, Il tuo vizio è una stanza chiusa e solo io ne ho la chiave, L'insegnante viene a casa
- Anna Maria Ferrero in Febbre di vivere, La rivale, Cronache di poveri amanti, Il falco d'oro
- Kathryn Grant in Al centro dell'uragano, Off Limits - Proibito ai militari, Il 7º viaggio di Sinbad, Il grande circo
- Shirley Jones in Carousel, Il figlio di Giuda, Pepe, Cavalcarono insieme
- Christine Kaufmann in Gli ultimi giorni di Pompei, Totò, Fabrizi e i giovani d'oggi, La città spietata, Taras il magnifico
- Margot Kidder in Superman, Superman II, Superman III, Superman IV
- Marie Laforêt in Delitto in pieno sole, Il sentiero dei disperati, Le soldatesse, Poliziotto o canaglia
- Ann-Margret in Angeli con la pistola, Rebus, That's Amore - Due improbabili seduttori, Ogni maledetta domenica - Any Given Sunday
- Vera Miles in Giacomo il bello, Jovanka e le altre, L'uomo che uccise Liberty Valance, Psycho II
- Giorgia Moll in Agi Murad, il diavolo bianco, Le tre "eccetera" del colonnello, I cosacchi, Il ladro di Bagdad
- Rita Moreno in Il re ed io, West Side Story, Estate e fumo, Fast X
- Mary Murphy in La fossa dei dannati, Ore disperate, Il mio amante è un bandito, La febbre del delitto
- Debra Paget in Il principe coraggioso, I sette ribelli, Fratelli rivali, I masnadieri
- Marisa Pavan in La rosa tatuata, Diana la cortigiana, L'uomo dal vestito grigio, Mezzanotte a San Francisco
- Anna Maria Pierangeli in La tortura del silenzio, Sodoma e Gomorra, I moschettieri del mare, La battaglia dei giganti
- Jacqueline Sassard in Nata di marzo, Il magistrato, Arrivano i titani, Les biches - Le cerbiatte
- Ingeborg Schöner in Il cocco di mamma, Promesse di marinaio, Il corsaro della mezza luna, Letti sbagliati
- Grazia Maria Spina in La tigre dei sette mari, Il figlio dello sceicco, Zorro contro Maciste, Il duca nero
- Barbara Steele in La maschera del demonio (nel ruolo di Katia Vajda), L'orribile segreto del dr. Hichcock, I lunghi capelli della morte, Danza macabra
- Jeanne Valérie in La giornata balorda, Labbra rosse, Tecnica di un omicidio, Attentato ai tre grandi
- Edy Vessel in Tipi da spiaggia, Risate di gioia, La guerra di Troia, Rocambole

- Anouk Aimée in Un uomo, una donna, Un uomo, una donna oggi, I migliori anni della nostra vita
- Diane Baker in L'eroe di Sparta, 9 ore per Rama, Krakatoa, est di Giava
- Sabine Bethmann in Vento di primavera, La tigre di Eschnapur, Il sepolcro indiano
- Daniela Bianchi in A 007, dalla Russia con amore, Missione speciale Lady Chaplin, Dalle Ardenne all'inferno
- Jacqueline Bisset in Il ladro che venne a pranzo, Rossini! Rossini!, Doppio amore
- Claire Bloom in Karamazov, I giovani arrabbiati, La spia che venne dal freddo
- Christine Carrère in Un certo sorriso, Martedì grasso, La moglie sconosciuta
- Joanna Cassidy in Blade Runner, Chi ha incastrato Roger Rabbit, The Grudge 2
- Hélène Chanel in Maciste alla corte del Gran Khan, L'invincibile cavaliere mascherato, Asso di picche - Operazione controspionaggio
- Glenn Close in Cronisti d'assalto, Mary Reilly, Paradise Road
- Doris Day in Tu sei il mio destino (ridoppiaggio), Fammi posto tesoro, Non disturbate
- Lorella De Luca in Nel segno di Roma, Poveri milionari, Bellezze sulla spiaggia
- Irina Demick in La vendetta della signora, ...poi ti sposerò, Quella chiara notte d'ottobre
- Samantha Eggar in Il collezionista, Cammina, non correre, Il favoloso dottor Dolittle
- Rosemary Forsyth in Shenandoah - La valle dell'onore, Il principe guerriero, Texas oltre il fiume
- Mona Freeman in Massacro ai grandi pozzi, Le frontiere dell'odio, Prima dell'uragano
- Yvonne Furneaux in A noi piace freddo...!, Via Margutta, Il conte di Montecristo
- Michèle Girardon in Il principe fusto, L'ammutinamento, Hatari!
- Wandisa Guida in La vendetta di Ursus, Ercole contro Roma, Totò e Marcellino
- Anna Karina in La donna è donna, La calda pelle, Lo straniero
- Sylvia Kristel in Tre simpatiche carogne, Letti selvaggi, Lezioni maliziose
- Valérie Lagrange in La giumenta verde, Morgan il pirata, I fratelli corsi
- Hope Lange in I giovani leoni, Il granduca e mister Pimm, Sotto il segno del pericolo
- Piper Laurie in Quattro donne aspettano, Ruby, Figli di un dio minore
- Tina Louise in L'agguato, Il boia, Missione compiuta stop. Bacioni Matt Helm
- Cherie Lunghi in Frankenstein di Mary Shelley, Un prete da uccidere, Hollywood brucia
- Carol Lynley in Elettroshock, Mentre Adamo dorme, Bunny Lake è scomparsa
- Marsha Mason in Goodbye amore mio!, Solo quando rido, Due giorni senza respiro
- Dany Saval in Un tipo lunatico (parte recitata), Una ragazza nuda, Sciarada alla francese
- Jane Seymour in L'isola dei cavalli selvaggi, 2 single a nozze - Wedding Crashers, Appuntamento al buio
- Cybill Shepherd in Conseguenze pericolose, Il mistero della signora scomparsa, Uno strano caso
- Elke Sommer in Entrate senza bussare, Uno sparo nel buio, Un bikini per Didi
- Mary Steenburgen in Philadelphia, Una lunga pazza estate, Mi familia
- Susan Strasberg in La tela del ragno, Picnic, Le avventure di un giovane
- Annette Strøyberg in Il carabiniere a cavallo, Anima nera, I Don Giovanni della Costa Azzurra
- Pamela Tiffin in Uno, due, tre!, Il vichingo venuto dal sud, Amore mio, uccidimi!
- Liv Ullmann in La vergogna, Passione, Karl e Kristina
- Diane Varsi in I peccatori di Peyton, Un pugno di polvere, L'uomo che non voleva uccidere
- Tuesday Weld in In due è un'altra cosa, Paese selvaggio, C'era una volta in America

- Anna Maria Alberghetti in Alamo, Il Cenerentolo
- Jane Alexander in Per salire più in basso, La costa del sole
- Chelo Alonso in La ragazza sotto il lenzuolo, Il buono, il brutto, il cattivo
- Béatrice Altariba in I miserabili, Le sette spade del vendicatore
- Susy Andersen in A 077 - Sfida ai killers, La legge dei gangsters
- Harriet Andersson in Una vampata d'amore, Chiamata per il morto
- Gabriella Andreini in Totò contro Maciste, Col ferro e col fuoco
- Tina Aumont in Troppo per vivere... poco per morire, Metello
- Ina Balin in Orchidea nera, La più grande storia mai raccontata
- Anne Bancroft in Nome in codice: Nina, Mr. Jones
- Karen Black in Capricorn One, Killer Fish - L'agguato sul fondo
- Erika Blanc in Tom Dollar, Testa di sbarco per otto implacabili
- Delia Boccardo in L'occhio selvaggio, L'infallibile ispettore Clouseau?
- Barbara Bouchet in Non si sevizia un paperino, Colpo rovente
- Sônia Braga in Il dittatore del Parador in arte Jack, Milagro
- Diane Brewster in Quantrill il ribelle, Imputazione omicidio
- Geneviève Bujold in Assassinio su commissione, Due per un delitto
- Ellen Burstyn in Due volte nella vita, The Fountain - L'albero della vita
- Claudia Cardinale in La battaglia di Austerlitz, La Pantera Rosa
- Dany Carrel in Quartiere dei Lillà, Il mulino delle donne di pietra
- Geraldine Chaplin in Assassinio allo specchio, The Broken Key
- Patricia Clarkson in Il miglio verde, Lars e una ragazza tutta sua
- Isabelle Corey in Giovani mariti, Adorabili e bugiarde
- Bella Cortez in Il gigante di Metropolis, I tartari
- María Cuadra in Marinai, donne e guai, Il prezzo del potere
- Sinéad Cusack in O ti spogli o ti denuncio, V per vendetta
- Mireille Darc in I fortunati, Intrigo a Parigi
- Dina De Santis in Il mistero dell'isola maledetta, Zorro il ribelle
- Silvia Dionisio in Crystalbrain - L'uomo dal cervello di cristallo, Ondata di piacere
- Barbara Eden in Stella di fuoco, L'assassino viene ridendo
- Britt Ekland in Gli intoccabili, Nell'anno del Signore
- Felicia Farr in Vento di terre lontane, L'ultima carovana
- Farrah Fawcett in Oltre ogni limite, Ci penseremo domani
- Andréa Ferréol in Le due vite di Mattia Pascal, Lo zoo di Venere
- Louise Fletcher in L'esorcista II - L'eretico, Una valigia a 4 zampe
- Irene Galter in Cento anni d'amore, Il coraggio
- Lisa Gastoni in Duello nella Sila, I quattro moschettieri
- Mitzi Gaynor in Il jolly è impazzito, South Pacific
- Luciana Gilli in Gli imbroglioni, La montagna di luce
- Teresa Gimpera in Spia spione, Wanted
- Geneviève Grad in Il conquistatore di Corinto, Sandokan, la tigre di Mompracem
- Mireille Granelli in Beatrice Cenci, Il federale
- Lee Grant in Swarm, Il profumo del potere
- José Greci in Maciste l'eroe più grande del mondo, Un milione di dollari per 7 assassini
- Haya Harareet in Ben Hur, Il complice segreto
- Julie Harris in Gli invasati, Detective's Story
- Dolores Hart in Amami teneramente, La via del male
- Tippi Hedren ne Gli uccelli, Marnie
- Katharine Hepburn in Susanna!, Il diavolo è femmina (ridoppiaggi)
- Barbara Hershey in Duca si nasce!, Occhio indiscreto
- Anjelica Huston in Giardini di pietra, Martian Child - Un bambino da amare
- Glynis Johns in La tela del ragno, Il gabinetto del Dr. Caligari
- Marthe Keller in Tutta una vita, Un attimo, una vita
- Margaret Lee in Un mostro e mezzo, Da Berlino l'apocalisse
- Janet Leigh in L'infernale Quinlan, Tra moglie e marito
- Suzanna Leigh in Boeing Boeing, Paradiso hawaiano
- Corinne Marchand in Cleo dalle 5 alle 7, L'amante italiana
- Julie Menard in Come rubammo la bomba atomica, ...e per tetto un cielo di stelle
- Dina Merrill in C'era una volta un piccolo naviglio, Operazione sottoveste
- Dolores Michaels in Fermata per 12 ore, Cinque vie per l'inferno
- Juliet Mills in Che cosa è successo tra mio padre e tua madre?, Chi sei?
- Sandra Milo in Erode il Grande, Il generale Della Rovere
- Yvette Mimieux in Il dominatore, La porta dei sogni
- Helen Mirren in Excalibur, Wonder: White Bird
- Yvonne Monlaur in 3 straniere a Roma, Le spose di Dracula
- Cathy Moriarty in Cop Land, Un boss sotto stress
- Janet Munro in I mostri delle rocce atomiche, ...e la Terra prese fuoco
- Nieves Navarro in Passi di danza su una lama di rasoio, La morte accarezza a mezzanotte
- Kate Nelligan in Qualcosa di personale, Ai confini della giustizia
- Rosalba Neri in Arizona Colt, L'uomo del colpo perfetto
- Magali Noël in Legge di guerra, I marziani hanno 12 mani
- Joan O'Brien in La battaglia di Alamo, Sherlocko... investigatore sciocco
- Enrico Olivieri in Menzogna, Bufere
- Leslie Parrish in Il villaggio più pazzo del mondo, 3 sul divano
- Gigi Perreau in Canto d'amore, Il capitalista
- Pascale Petit in Peccatori in blue-jeans, Lettere di una novizia
- Silvia Pinal in Uomini e nobiluomini, Viridiana
- Rossana Podestà in La furia dei barbari, La vergine di Norimberga
- Stefanie Powers in I 9 di Dryfork City, Crescendo... con terrore
- Paula Prentiss in Lo sport preferito dall'uomo, Buddy Buddy
- Lynn Redgrave in Hansel & Gretel, Kinsey
- Emmanuelle Riva in Adua e le compagne, Parigi a piedi nudi
- Daniela Rocca in La vendetta dei barbari, Peccati d'estate
- Mimi Rogers in Chi protegge il testimone, Lost in Space - Perduti nello spazio
- Katharine Ross in Donnie Darko, Un delfino per amico
- Gena Rowlands in La strada a spirale, Gli esclusi
- Leonora Ruffo in Ercole al centro della Terra, Maciste contro il vampiro
- Janice Rule in Una strega in paradiso, Il vincitore
- Greta Scacchi in Prova schiacciante, I ricordi di Abbey
- Rosanna Schiaffino in La congiura dei potenti, I briganti italiani
- Maria Schneider in Ultimo tango a Parigi, Baby Sitter - Un maledetto pasticcio
- Victoria Shaw in Incantesimo, Il kimono scarlatto
- Inger Stevens in Lama alla gola, I bucanieri
- Stella Stevens in Le folli notti del dottor Jerryll, Una fidanzata per papà
- Alexandra Stewart in Marcia nuziale, Contratto marsigliese
- Yōko Tani in La mia geisha, Le spie amano i fiori
- Elizabeth Taylor in I Flintstones, Alto tradimento (ridoppiaggio)
- Pamela Tudor in I predoni del Sahara, La morte non conta i dollari
- Kathleen Turner in Cambio marito, Coppia d'azione
- Milly Vitale in Torna piccina mia!, Annibale
- Jean Wallace in La paura bussa alla porta, Ginevra e il cavaliere di re Artù
- Sigourney Weaver in Un anno vissuto pericolosamente, Mistery
- Raquel Welch in Le fate, Bandolero!
- JoBeth Williams in Il grande freddo, Fermati, o mamma spara
- Dana Wynter in L'invasione degli ultracorpi, Un generale e mezzo

- Caroline Aaron in I colori della vittoria
- Noëlle Adam in Beato fra le donne
- Brooke Adams in Un uomo, una donna e una banca
- Julie Adams in Per un pugno di donne
- Maud Adams in Rollerball
- Janet Agren in Il commissario di ferro
- Joan Allen in The Contender
- Karen Allen in S.O.S. fantasmi
- Mercedes Alonso in Brevi amori a Palma di Majorca
- Eve Arden in Grease (ridoppiaggio)
- Elizabeth Ashley in L'uomo che non sapeva amare
- Stéphane Audran in Donne facili
- Pascale Audret in La Fayette - Una spada per due bandiere
- Lauren Bacall in Caro Babbo Natale
- Christine Baranski in Due candidati per una poltrona
- Adrienne Barbeau in Due occhi diabolici
- Claudia Barrett in L'ultimo agguato
- Eva Bartok in Ti aspetterò all'inferno
- Kathy Bates in Rat Race
- Maria Baxa in Il commissario Verrazzano
- Nathalie Baye in Il ritorno di Martin Guerre
- Hilary Beane in Grazie a Dio è venerdì
- Jill Bennett in Brama di vivere
- Senta Berger in L'imboscata
- Marisa Berenson in Via Montenapoleone
- Tania Béryl in Gli amanti latini
- Mari Blanchard in La rosa gialla del Texas
- Ronee Blakley in Baltimore Bullet
- Susan Blu in Venerdì 13 parte VII - Il sangue scorre di nuovo
- Florinda Bolkan in Anonimo veneziano
- Carole Bouquet in Mystère
- Julie Bovasso in La febbre del sabato sera (ridoppiaggio)
- Myriam Bru in Resurrezione
- Virginia Bryant in The Barbarians
- Betty Buckley in Frantic
- Clarissa Burt in La storia infinita 2
- Dyan Cannon in Rapina record a New York
- Kate Capshaw in Ti presento un'amica
- Nadia Cassini in Scontri stellari oltre la terza dimensione
- Cyd Charisse in Due settimane in un'altra città
- Barrie Chase in Il promontorio della paura
- Lois Chiles in Moonraker - Operazione spazio
- Phyllis Coates in La strage di Frankenstein
- Dorothy Comingore in Quarto potere (ridoppiaggio 1966)
- Frances Conroy in Un amore a 5 stelle
- Jennifer Coolidge in Hot Movie - Un film con il lubrificante
- Aneta Corsaut in Fluido mortale
- Hazel Court in La maschera di Frankenstein
- Annette Crosbie in La scarpetta e la rosa
- Patricia Cutts in La battaglia del Mar dei Coralli
- Abby Dalton in Cole il fuorilegge
- Audrey Dalton in Tavole separate
- Tyne Daly in Telefon
- Blythe Danner in Futureworld - 2000 anni nel futuro
- Judy Davis in C'eravamo tanto odiati
- Jean De Baer in 84 Charing Cross Road
- Radha Delamarter in Botte di Natale
- Sandy Dennis in Un provinciale a New York
- Rosemarie Dexter in Romeo e Giulietta
- Melinda Dillon in Magnolia
- Faith Domergue in Selvaggio west
- Karin Dor in Agente 007 - Si vive solo due volte
- Marie Dubois in Jules e Jim
- Patty Duke in La valle delle bambole
- Anita Ekberg in Apocalisse sul fiume giallo
- Mimsy Farmer in La ragazza di Trieste
- Tovah Feldshuh in Kissing Jessica Stein
- Sally Field in Forrest Gump
- Madeleine Fischer in Classe di ferro
- Carrie Fisher in Undiscovered
- Frances Fisher in La casa di sabbia e nebbia
- Mona Freeman in Le frontiere dell'odio
- Teri Garr in Incontri ravvicinati del terzo tipo
- Lorraine Gary in Lo squalo 4 - La vendetta
- Nancy Gates in Mondo senza fine
- Kirsten Gille in Il figlio dello sceicco
- Annie Girardot in Le streghe
- Sheila Gish in Highlander - L'ultimo immortale
- Barbara Lee Govan in Fuga senza scampo
- Coleen Gray in La banda della frusta nera
- Josephine Griffin in L'uomo che non è mai esistito
- Deborah Grover in False verità
- Françoise Hardy in Il castello in Svezia
- Yvonne Harlow in La sorella di Ursula
- Cassandra Harris in Solo per i tuoi occhi
- Harriet Sansom Harris in Betty Love
- Kathryn Harrold in Codice Magnum
- Jill Haworth in Prima vittoria
- Margaux Hemingway in Stupro
- Wanda Hendrix in Sierra
- Anne Heywood in Cartagine in fiamme
- Patricia Hodge in Intrigo a Hollywood
- Marianne Hold in Il prigioniero della montagna
- Ivy Holzer in I due gladiatori
- Sally Ann Howes in Citty Citty Bang Bang
- Lauren Hutton in Miliardi
- Joyce Ingalls in Taverna Paradiso
- Claude Jade in Non drammatizziamo... è solo questione di corna
- Jennifer Jones in Tenera è la notte
- Jane Kaczmarek in D.O.A. - Dead on Arrival
- Olga Karlatos in Agenzia Riccardo Finzi... praticamente detective
- Mabel Karr in Il colosso di Rodi
- Anna Kashfi in Cowboy
- Diane Keaton in Diritto d'amare
- April Kent in Radiazioni BX: distruzione uomo
- Alice Kessler in Gli invasori
- Sally Kirkland in Seduzione a rischio
- Shirley Knight in Amore senza fine
- Magda Konopka in La notte dei serpenti
- Alice Krige in I sonnambuli
- Irina Kupchenko in Zio Vanja
- Gudrun Landgrebe in Interno berlinese
- Marina Langner in Banana Joe
- Dagmar Lassander in Quella villa accanto al cimitero
- Barbara Lawrence in Kronos, il conquistatore dell'universo
- Cloris Leachman in Charley e l'angelo
- Virginia Leith in Giovani senza domani
- Melissa Leo in Prisoners
- Antje Lewald in Faust
- Fiona Lewis in Salto nel buio
- Phyllis Logan in L'inchiesta
- Beba Loncar in I giorni della violenza
- Claudine Longet in Hollywood Party
- Barbara Luna in Il diavolo alle 4
- Sue Lyon in Lolita (solo ultima scena)
- Ann Magnuson in Cercasi l'uomo giusto
- Dorothy Malone in Artisti e modelle
- Kiti Mánver in Donne sull'orlo di una crisi di nervi
- Kika Markham in Atmosfera zero
- Louise Marleau in Contamination
- Carol Marsh in Dracula il vampiro
- Carmen Maura in La comunidad - Intrigo all'ultimo piano
- Mary McDonnell in I signori della truffa
- Monia Meflahi in Asterix & Obelix - Missione Cleopatra
- Frédérique Meininger in L'amante
- Hayley Mills in Champagne per due dopo il funerale
- Ángela Molina in Ánimas
- Elizabeth Montgomery in Le 5 mogli dello scapolo
- Michèle Morgan in Il porto delle nebbie (riedizione 1959)
- Gloria Muñoz in Il fiore del mio segreto
- Lori Nelson in La vendetta del mostro
- Maj-Britt Nilsson in Donne in attesa
- Sheree North in In amore e in guerra
- Margaret O'Brien in Il diavolo in calzoncini rosa
- Geneviève Page in El Cid
- Judy Parfitt in W.E. - Edward e Wallis
- Eleanor Parker in Un uomo da vendere
- Lara Parker in Hi, Mom! (primo doppiaggio)
- Dolly Parton in Nick lo scatenato
- Mary Peach in La veglia delle aquile
- Pina Pellicer in I due volti della vendetta
- Maria Perschy in Il moralista
- Joanna Pettet in Due occhi di ghiaccio
- Mala Powers in Il colosso di New York
- Micheline Presle in Intrigo a Stoccolma
- Ksenija Prohaska in Creators - The Past
- Liselotte Pulver in Tempo di vivere
- Prunella Ransome in Alfredo il Grande
- Eva Renzi in Funerale a Berlino
- Ginger Rogers in La maschera di mezzanotte (ridoppiaggio)
- Sydne Rome in Il mostro
- Carol Rossen in Fury
- Evelyn Rudie in Dono d'amore
- Deborah Rush in Sono affari di famiglia
- Rita Rusić in Russicum - I giorni del diavolo
- Eva Marie Saint in Exodus
- Dominique Sanda in I fiumi di porpora
- Gia Scala in Il sentiero della rapina
- Catherine Schell in La Pantera Rosa colpisce ancora
- Karin Schubert in Tutti per uno botte per tutti
- Hanna Schygulla in Lili Marleen
- Édith Scob in Occhi senza volto
- Sara Shane in Un re per quattro regine
- Cornelia Sharpe in Venom
- Elizabeth Shepherd in La tomba di Ligeia
- Ann Sheridan in Ero uno sposo di guerra (ridoppiaggio 1965)
- Beatriz Sheridan in Gaby - Una storia vera
- Camilla Sparv in Il magnate greco
- Jutta Speidel in Poliziotto - Solitudine e rabbia
- Frances Sternhagen in Le mille luci di New York
- Maureen Swanson in I cavalieri della Tavola Rotonda
- Loretta Swit in Una strana coppia di sbirri
- Sylvia Syms in Birra ghiacciata ad Alessandria
- Shelley Thompson in Labyrinth - Dove tutto è possibile
- Ingrid Thulin in I quattro cavalieri dell'Apocalisse
- Lily Tomlin in Ho sposato un fantasma
- Mary Ellen Trainor in I Goonies
- Irène Tunc in Noi siamo due evasi
- Tamara Tunie in L'avvocato del diavolo
- Anne Twomey in The Confession
- Mary Tyler Moore in Gente comune
- Mamie Van Doren in Esecuzione al tramonto
- Nina Van Pallandt in American Gigolò
- Monique van Vooren in Divieto d'amore
- Linda Veras in Corri uomo corri
- Virginia Vernon in La miliardaria
- Chunchuna Villafañe in La storia ufficiale
- Jessica Walter in Mi sono perso il Natale
- Rachel Ward in Il mistero del cadavere scomparso
- Mary Webster in Il padrone del mondo
- Helen Westcott in L'ultimo urrà
- Dolores Wettach in Controsesso
- Billie Whitelaw in Ad un'ora della notte
- Barbara Whiting in La jena di Oakland
- Susan Whitney in Nostra Signora di Fatima
- Anna Wintour in The September Issue
- Jane Wyatt in Rotta verso la Terra
- Trude Wyler in Il ladro del re
- Grace Zabriskie in Inland Empire - L'impero della mente
- Femi Benussi in Requiem per un gringo
- Mara Berni in Questione di pelle
- Franca Bettoja in Orazi e Curiazi
- Luisella Boni in Il bandito di Sierra Morena
- Pina Bottin in Tua per la vita
- Maria Grazia Buccella in Il provinciale
- Gianna Maria Canale in Le avventure di Scaramouche
- Valeria Ciangottini in Don Camillo monsignore... ma non troppo
- Ombretta Colli in Il figlio di Spartacus
- Mirella D'Angelo in La tigre è ancora viva: Sandokan alla riscossa!
- Marisa Del Frate in Addio per sempre
- Dalila Di Lazzaro in Phenomena
- Maurizio Di Nardo in Altri tempi - Zibaldone n. 1
- Valeria Fabrizi in Le sette vipere (Il marito latino)
- Maria Fiore in Ercole l'invincibile
- Sara Franchetti in Il medico della mutua
- Scilla Gabel in La vendetta di Spartacus
- Rita Giannuzzi in Mi permette, babbo!
- Dorian Gray in La regina delle Amazzoni
- Licinia Lentini in Sella d'argento
- Nicoletta Machiavelli in Odia il prossimo tuo
- Silvana Mangano in Barabba (per alcune sequenze)
- Rossana Martini in Le bellissime gambe di Sabrina
- Lauretta Masiero in Ferragosto in bikini
- Claudia Mori in Cerasella
- Ilaria Occhini in Gli uomini dal passo pesante
- Liana Orfei in La leggenda di Enea
- Anna Orso in Gentleman Jo... uccidi
- Gabriella Pallotta in La viaccia
- Luciana Paluzzi in La polizia sta a guardare
- Franca Parisi in Giulio Cesare contro i pirati
- Giovanna Ralli in La monaca di Monza
- Lyla Rocco in Quattro donne nella notte
- Paola Senatore in Mangiati vivi!
- Vira Silenti in Casa Ricordi
- Marilù Tolo in Se sei vivo spara
- Elisabetta Velinska in Nel blu dipinto di blu
- Voce narrante in Histoire d'O, L'età dell'innocenza

### Animazione

Maria Pia Di Meo in sala doppiaggio

- Faline cucciola in Bambi (ed. 1948)
- Aurora (dialoghi) e sua madre, la Regina Leah in La bella addormentata nel bosco
- Madre di Piedino in Alla ricerca della Valle Incantata
- Regina Sofonisba in Thumbelina - Pollicina
- Regina Lillian in Shrek 2, Shrek terzo e Shrek e vissero felici e contenti
- Miss Kitty in Fievel conquista il West
- Madame Suliman in Il castello errante di Howl
- Anita Radcliff (dialoghi) in La carica dei cento e uno
- Felicity Fox in Fantastic Mr. Fox
- Barbra Streisand in South Park (episodio 1x12)
- Shuriki in Elena e il segreto di Avalor
- La malvagia Strega Gothel in Barbie Raperonzolo
- La regina in L'ape Maia - Il film e L'ape Maia - Le Olimpiadi di miele
- Signora (Rō-fujin) in Kiki - Consegne a domicilio (entrambi i doppiaggi)
- Nonna Emer in Mary e lo spirito di mezzanotte

### Televisione
- Meryl Streep in Olocausto, Big Little Lies - Piccole grandi bugie, Only Murders in the Building
- Patricia Millardet in La Piovra IV-VII, X, Il bello delle donne
- Kathleen Turner in Friends
- Jane Seymour in La signora del West
- Jane Fonda in Grace and Frankie
- Jean Simmons in Alfred Hitchcock presenta, Solstizio d'inverno
- Barbara Hershey in C'era una volta
- Betty Buckley in La famiglia Bradford
- Rondi Reed in Mike & Molly
- Ángela Molina in Sangue caldo, Viso d'angelo
- Dalila Di Lazzaro in Disperatamente Giulia
- Bo Derek in L'onore e il rispetto
- Marla Adams e Sharon Farrell in Febbre d'amore
- Marcelline Collard in Venti del nord
- Ileana Jacket in Marilena, Cristal, Topazio
- Betty Faria in Agua Viva
- Susana Monetti in Manuela
- Regina Lamm in Perla nera
- Dalila Colombo in Primavera, La signora in rosa
- Chony Fuentes in Gloria, sola contro il mondo
- Elisa Stella in La storia di Amanda
- Dilia Waikaran in La ragazza del circo
- Agustina Martin in Ines, una segretaria da amare
- Maria Concepción César in Grecia
- Christiane Torloni in Giungla di cemento
- Susana Cart in Principessa
- Marta Albertini in Lasciati amare

### Pubblicità
- Lancia Ypsilon Unyca (2018)

## Filmografia

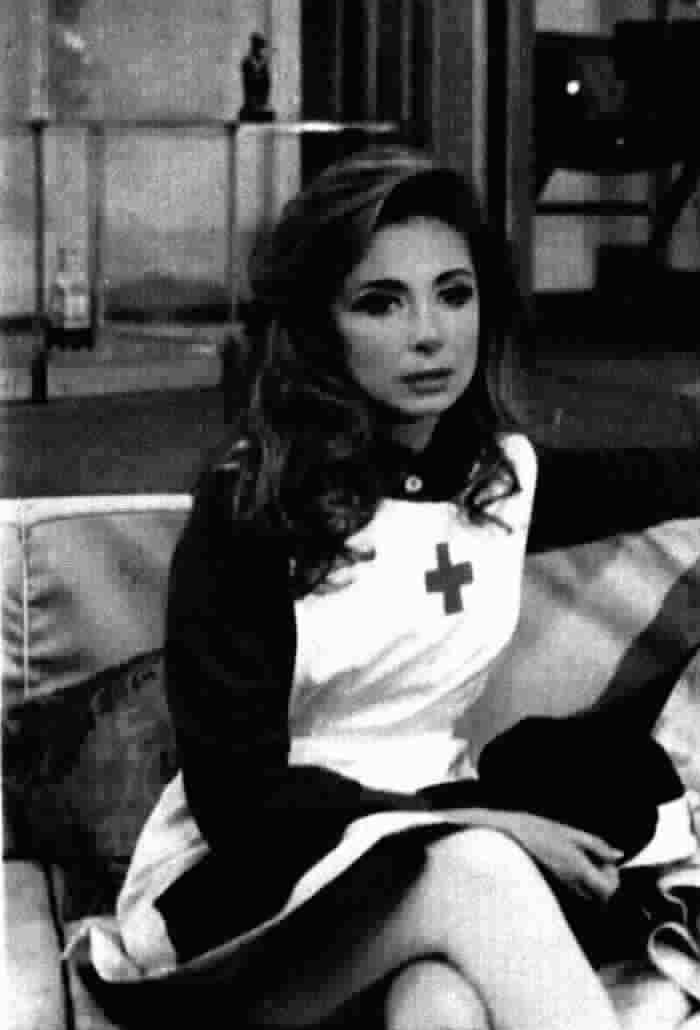
Maria Pia Di Meo nella prosa televisiva Rai Doppio gioco (1971)

### Attrice

#### Cinema
- Una pelliccia di visone, regia di Glauco Pellegrini (1956), come Maria Pia Tempestini

#### Televisione
- Una cattedrale per l'isola, di Jean Jacques Bernard, regia di Anton Giulio Majano (1960)
- Doppio gioco, di Robert Thomas, regia di Anton Giulio Majano (1971)
- Una ricetta infallibile, di Manuel van Loggen, regia di Anton Giulio Majano (1974)
- Commesse, episodio Roberta, regia di Giorgio Capitani (1999)
- Il maresciallo Rocca 3, episodio Un grido nella notte, regia di Giorgio Capitani (2001)
- R.I.S. 3 - Delitti imperfetti, regia di Pier Belloni – serie TV, episodio 3x15 (2007)
- Distretto di Polizia 7 – serie TV, episodio 7x14 (2007)
- Un medico in famiglia, soltanto l'episodio 5×19, Un fidanzato di troppo, regia di Ugo Fabrizio Giordani (2007)
- La stagione dei delitti, soltanto l'episodio 2×06, Seduzione fatale, regia di Donatella Maiorca e Daniela Costantini (2007)

## Teatro
- Peer Gynt, di Henrik Ibsen, regia di Vittorio Gassman, prima al Teatro Valle di Roma il 22 dicembre 1950
- Signori buonasera, di Arnoldo Foà, regia di Arnoldo Foà, compagnia Pagnani-Ferzetti-Foà, Teatro Odeon di Milano (1957)
- Don Giovanni, di Molière, regia di Orazio Costa
- La Bella e la Bestia - Il Musical, regia di Glenn Casale, a Milano (2009-2010) e al Teatro Brancaccio di Roma (2010-2011)

## Prosa radiofonica Rai
- Chatterton, dramma di Alfred de Vigny, regia di Guglielmo Morandi, trasmesso il 10 giugno 1950

## Riconoscimenti
- Leggio d'oro
  - 2007 – Miglior interpretazione femminile per il doppiaggio di Meryl Streep in Il diavolo veste Prada[1]
- Festival del doppiaggio Voci nell'Ombra
  - 2006 – X Targa "Gualtiero De Angelis"
- Romics
  - 2005 – Premio alla Carriera femminile al Gran Galà del Doppiaggio
- Agave di Cristallo
  - 2004 – Premio ai dialoghi cinematografici
- Premio Vincenzo Crocitti International 2024 "Alla Carriera"
- La Musa d'Oro 2025 - Premio alla Carriera[2]